# Stazione di Oggiono
Stazione di Oggiono vasútállomás Olaszországban, Lombardia régióban, Oggiono településen.

## Vasútvonalak
Az állomást az alábbi vasútvonalak érintik:
- Como–Lecco-vasútvonal
- Monza–Molteno–Lecco-vasútvonal

## Kapcsolódó állomások
A vasútállomáshoz az alábbi állomások vannak a legközelebb:
- Stazione di Sala al Barro-Galbiate (Stazione di Lecco, Como–Lecco-vasútvonal, S7)
- Stazione di Molteno (Stazione di Como San Giovanni, stazione di Milano Porta Garibaldi superficie, Como–Lecco-vasútvonal, S7)